# Passione
 (срп. Страсти) бразилска је теленовела, продукцијске куће Реде Глобо, снимана 2010.
Passione је добитница награде Silver Trophy за најбољу драмску серију на фестивалу International Drama Awards у Сеулу.

## Синопсис
55 година пре почетка приче, млада девојка Елизабет, трудна са другим мушкарцем, упознала је и удала се за Еуженија Гувеју, богатог предузетника. Еуженио је на почетку одлучио да призна Бетеиног сина као свог. Њих двоје касније добијају синове Саула, Жерсона и кћерку Мелину.
Читав свој живот, Бете је веровала како је њен син преминуо недуго након порођаја, али јој Еуженио на самрти признаје како није могао да поднесе идеју да ће одгајати дете другог мушкарца, па је лажирао дететову смрт. То дете је усвојио италијански брачни пар и мали је одрастао као Антонио Матоли. Данас, Антонио (познатији као Тото) живи у региону Тоскане заједно са својом старијом сестром Ђемом и четворо деце: синовима Адамом, Ањелом, Алфредом и ћерком Агостином.
Након запањујућег открића, Еуженио открива како ће након његове смрти Антонију припасти половина његовог наследства. Клара - амбициозна девојка која се претвара као медицинска сестра у Еуженијевој кући начује разговор и заједно са својим љубавником Фредом започиње опаки план крађе породичног богатства. Док Бете покушава да пронађе изгубљеног сина и побрине се за фирму Гувеја, Клара и Фред отпутују у Италију спремни да преваре породицу Матоли. Клара заведе Тотоа који не издржи пред чарима лепе жене и заљуби се у њу. Захваљујући томе, Клара и Фреди наговоре Антонија да потпише пуномоћ која даје моћ Фреду да постане Антонијев представник у фирми Гувеја.
Антонијева ћерка Агостина је у потрази за изгубљеним мужем Берилом који ју је пре три године оставио у Италији са сином Дином како би својој породици пружио бољи живот. Берило је данас муж богаташице Жесике, ћерке власника рециклашке компаније, Олава да Силве.
Ањело у Бразилу упознаје Стелу Гувеју, Саулову жену и нимфоманку. Иако се Стела упушта у сексуалне односе са млађим мушкарцима на једну ноћ, Ањело је први мушкарац према којем је осетила страст.
Ту је и љубавни троугао који чине Дијана, Мауро и Жерсон. Дијана је студенткиња новинарства која се заљуби у Маура Сантарема, али након пар недеља забављања уда се за његовог најбољег пријатеља Жерсона. Троугао постаје четвороугао када се у град врати и модна стилисткиња Мелина Гоувеја, Жерсонова сестра, која је од тинејџерских дана заљубљена у Маура.

## Ликови
- Клара (Маријана Шименес) – Лице анђела, душа ђавола. Када има неки циљ глуми пријатељство, лаже, жена без скрупула, коју само занима како да искористи ситуацију. Чини двојац са преварантом Фредијем. Воли само себе и не поштује никог другог. Лепа и надмена, постиже да превари кога пожели. Када престане да игра своју омиљену улогу добре девојчице она је вулгарна и нескромна. Медицинска је сестра Бетиног супруга и једина особа која ће чути њихов разговор када предузетник пре своје смрти обелодани супрузи шта је урадио са њеним сином. Унука је Валентине, коју је не подноси, и Келина сестра са мајчине стране, као и једина особа са којом одржава контакт. Освојиће Тотово срце.
- Фред Лобато (Рејналдо Ђанекини) – Кандеин син, има широк и пријатељски осмех, међутим, нема морала и нема скрупула. Користи исте трикове као његов саученик Клара. Заједно чине велика зла, али су раздвојени још гори. Дволичан, хладан, прорачунат, очаравајућ и смирен човек, који глуми веома доброг пријатеља када од тога има користи. Жели да изађе из немаштине у којој се родио, прелазећи преко свих препрека. Попут Кларе, воли само себе. Себичан и опасан, способан за највећа зверства, злобан и осветољубив, али неодољиво привлачан и углађен. Његов велики циљ, осим богаства, јесте да освети очеву смрт, и зато се убацује у металургију и породицу Гоувеја.
- Тото (Тони Рамос) – Типичан италијанин са села, иако је рођен у Бразилу. Одрастао је и живи у Тоскани, не знајући да је дете бразилаца. Тото више није очекивао изненађења у животу али му је откриће окренуло живот на главачке. Удовац који се лудо заљубљује у Клару, обичну и неморалну девојку, млађу од његове кћерке, али на коју гледа као на анђела. Тото је човек са села, Адамов, Агостинин и Ањелов отац, Ђемин брат и Динов дека.
- Бети Гувеја (Фернанда Монтенегро) – Богата и елегантна жена, добра особа, праведна, мајка и супруга, пажљива и посвећена. Матријарх за влакна, јака и одлучна жена која, након што остане удовица, како би очувала послове и породицу, преузима вођство у индистрији коју је напустила пре 40 година. Саулова, Жерсонова и Мелинина мајка.
- Жерсон (Марсело Антони) – Познати спортиста, шампион брзих трка, такође ради у металургији Гоувеја и заштитно је лице најпродаваније бицикле у земљи, која је један од основних породичних производа. Организатор промоција, првенстава и спустова за децу. Без деце и воље за одговорношћу, Жерсон никада није престао да буде момак. Данилов је стриц херој и Бетин дриги син.
- Дијана (Каролина Дикман) – Дипломирани новинар. Лепа, деликатна и елегантна, спетља се са Мауром на почетку приче, али ће пробутити љубав у Жерсону и за њега се удати.
- Мауро (Родриго Ломбарди) – Син возача куће, међутим, одрастао је као део породице. Леп, елегантан, уравнотежен и са великим талентом за послове, десна је рука Бетиног супруга и постаје главни акционар када она остане удовица. Зна за страствену љубав коју према њему осећа Мелина, али је гледа само као млађу сестру. Радије јој то узима за шалу како би увек био близу ње и одбранио је од неприлика у које упада. Заљубљен је у Дијану, али је из етике спреман да се одреке љубави или чак слободе, како би заштитио чланове породице у којој је одгајан  и која му је пружила шансу да успе у животу.
- Фелисија (Лариса Макијел) – Кандеина старија кћерка. Дискретна и повучена, потпуно је другачија од Фредија, њеног активног и амбициозног брата и од арогантне Фатиме. Жеља њене мајке је да се уда јер је плаши да остане без ослонца када она умре. После свих перипатија заврши са Тонијем.
- Данило (Кауа Рејмонд) – Саулов и Стелин син. Млади спортиста, чини део екипе бициклиста металургије Гоувеја. Идентификује се и диви свом стрицу Жерсону, док са друге стране оца не поштује и противи му се. Имаће проблема због коришћења дроге.
- Жесика (Габријела Дуарте) – Једина Олавова кћерка и Клоина поћерка. Добронамерна и бунтовна, увек ради шта жели. Затруднела је и због тога морала веома брзо да се уда за Берила, италијана који је имигрирао у Бразил. Он се успаничи при помисли да би могао да сретне своју супругу италијанкињу коју је напустио.
- Агостина (Леандра Леал) – Једина Тотова кћерка. Удата и напуштена од стране Берила, који је отишао у Бразил у потрази за бољим животом, али је престао да јој се јавља и скроз нестао. Агостина је Динова мајка и ради као рестауратор неколико цркви у граду у коме живи.
- Ањело (Данијел де Оливејра) – Други Тотов син је добар младић пун снова. Стално се уваљује у невоље јер жели да напусти родни град и освоји свет. Због тога радио као туристички водич са намером да сакупи новац и оде из земље.
- Берило (Бруно Галијасо) – Добар, помало бесраман младић, прави се да није лака особа и помало је лењ. Бигамиста је – Агостинин супруг у Италији и Жесикин у Бразилу, и ниједна не зна за постојање друге. Отац је два детета које има са две супруге. Не слаже се са бразилским тастом, Олавом, који га не подноси. Међутим, то није новост, пошто га ни италијански таст, Тото, такође не подноси.

## Улоге
| Глумац:                    | Улога:                          |
| -------------------------- | ------------------------------- |
| Фернанда Монтенегро        | Елизабет Бете Гувеја            |
| Тони Рамос                 | Антонио Тото Матоли             |
| Маријана Шименес           | Клара Миранда Медеирос Матоли   |
| Рејналдо Ђанекини          | Фредерико Фред Лобато           |
| Каролина Дикман            | Дијана Родригес                 |
| Марсело Антони             | Жерсон Гувеја                   |
| Родриго Ломбарди           | Мауро Сантарем                  |
| Мајана Моура               | Мелина Гувеја                   |
| Леонардо Вилар             | Антеро / Ђовани                 |
| Клејде Јаконис             | Брижида Гувеја                  |
| Елијас Глејзер             | Диоженес Сантарем               |
| Маите Проенса              | Стела Дуарте Гувеја             |
| Вернер Шунеман             | Сауло Гувеја                    |
| Кауа Рејмонд               | Данило Гувеја                   |
| Кајки Брито                | Синвал Гувеја                   |
| Тами ди Калафиори          | Лорена Гувеја                   |
| Данијел де Оливејра        | Ањело Матоли                    |
| Леандра Леал               | Агостина Матоли                 |
| Мигел Ронкато              | Алфредо Матоли                  |
| Жермано Переира            | Адамо Матоли                    |
| Араси Балабанијан          | Ђема Матоли                     |
| Едоардо Дел’Аверсана       | Дино Матоли Рондели             |
| Бруно Галијасо             | Берило Рондели                  |
| Ирене Раваш                | Клотилде Кло Суза и Силва       |
| Франциско Куко             | Олаво да Силва                  |
| Габријела Дуарте           | Жесика да Силва Рондели         |
| Вера Холц                  | Марија Канделарија Канде Лобато |
| Лариса Масијел             | Фелисија Лобато                 |
| Бијанка Бин                | Фатима Лобато                   |
| Дејзи Лусиди               | Валентина Миранда               |
| Карол Мшаедо               | Кели Миранда                    |
| Марсело Медичи             | Кармело Мими Мелато             |
| Емилијано Кејроз           | Ноно Бенедето                   |
| Алешандра Рихтер           | Жакелин Жаки Мурао              |
| Симоне Гутијерес           | Лурдиња                         |
| Флавио Миљачо              | Фортунато                       |
| Андреа Басичи              | Гида                            |
| Жулио Андраде              | Артур Мело "Артурзињо" Пеишото  |
| Дебора Дубок               | Олга Жункејра                   |
| Данијел Боавентура         | Диого Дијас                     |
| Адријана Прадо             | Лаура Мело Пеишото              |
| Родриго дос Сантос         | Нороња                          |
| Кејт Лира                  | Мирна                           |
| Габријел Вајнер            | Шулепа                          |
| Габријела Карнеиро де Куња | Кристина Крис                   |
| Андреа Басит               | Жуида                           |
| Ђулио Лопес                | доктор Каварзере                |
| Андре Луиз Фрамбак         | Кридињо                         |
| Педро Лобо                 | Амендоим                        |
| Луиз Сера                  | Таларико                        |
| Дани Брескијане            | Мара                            |
| Патрисија Пилар            | Жулијана                        |
| Мауро Мендонса             | Еуженио Гувеја                  |